# Caprimulgul mic
Șoimul de noapte mic (Chordeiles acutipennis) sau Caprimulgul mic este o specie de caprimulgă⁠(d) care se regăsește în mod comun pe continentele americane. Această pasăre arată similar cu șoimul de noapte comun, dar este puțin mai mică, are o coadă mai puțin bifurcată și are o culoare mai gălbuie. Pliscurile lor distinctive sunt foarte bine adaptate pentru capturarea insectelor în timpul zborului.

## Taxonomie
Păsările din ordinul Caprimulgiformes seamănă cu bufnițele și sunt în principal insectivore nocturne. Acest grup are adesea picioare mici, guri mari și penajul camuflat pentru a se integra în mediul lor.
Familia Caprimulgidae, cunoscută și sub numele de caprimulgi, este formată din peste 70 de păsări insectivore, care sunt clasificate în mod obișnuit după aripile lor lungi și ascuțite. Habitatul și distribuția lor sunt foarte răspândite. Caprimulgii mici aparțin genului Chordeiles, care conține alte 6 specii de păsări nocturne, cum ar fi Caprimulgul comun, Caprimulgul antilean și Caprimulgul de deșertic. Clasificarea caprimulgilor este în continuă schimbare și reînnoire, în încercarea de a grupa speciile cu cea mai apropiată rudă a lor.
Sunt recunoscute șapte subspecii pe continentele americane. Ariile lor de reproducere fiind următoarele.
- C. a. texensis Lawrence, 1857 – sud-vestul SUA până în centrul Mexicului
- C. a. littoralis Brodkorb, 1940 – sudul Mexicului până în Costa Rica
- C. a. micromeris Oberholser, 1914 – sudul Peninsulei Yucatán și Belize
- C. a. acutipennis ( Hermann, 1783) – nordul și centrul Americii de Sud până la nordul Argentinei
- C. a. crissalis Miller, AH, 1959 – sud-vestul statului Columbia
- C. a. aequatorialis Chapman, 1923 – vestul Columbiei, vestul Ecuadorului și nord-vestul Peruului (?)
- C. a. exilis ( Lecția, RP, 1839) – vestul statului Peru

## Descriere
Caprimulgul mic este cunoscut pentru gura sa mare și picioarele mici. Culorile sale naturale maro și gri se îmbină cu împrejurimile, ceea ce îl face greu de observat în timpul zilei în timpul nopții. Această specie prezintă mici diferențe între mascul și femelă. Masculii de caprimulg mic au o linie albă proeminentă la capătul cozii și la vârfurile aripilor, în timp ce femelele au o linie de culoare crem pe vârfurile aripilor și nu au dunga de pe coadă. Atât masculii, cât și femelele prezintă o marcă albă în formă de V pe gât. Deși gura este mare, ciocul șoimului de noapte mic este scurt și curbat.

## Distribuție și habitat
Originar din sudul Americii de Nord, caprimulgul mic locuiește în regiuni de deșerturi aride și uscate sau în pajiști. Spre deosebire de caprimulgul comun, acesta prezintă o preferință pentru habitate deschise, mai uscate, la altitudini mai joase.
De obicei, alege habitate cu un număr mare de insecte, deoarece aceasta este principala sursă de hrană a speciei. Migrează toamna și iernează în sudul Americii Centrale și nordul Americii de Sud. Caprimulgul mic se reîntoarce în sudul Statelor Unite în timpul primăverii și verii pentru a se reproduce.

## Comportament

### Vocalizare
Caprimulgul mic este foarte asemănător cu ruda sa, caprimulgul comun, deși tinde să fie o pasăre mult mai liniștită. Pasărea are de obicei un comportament liniștit și este destul de rar să întâlnești scâncetele sau strigătele sale distinctive în afara locurilor de reproducere. Ciripiturile sale asemănătoare unor broaște pot fi cântate în secvențe care durează 7-13 secunde și se pot extinde pe o perioadă de peste 3 minute. Strigătul său seamănă cu un râs înfundat, gâlgâit.

### Dietă
Caprimulgul mic este predominant un insectivor nocturn care capturează prada în zbor. În ciuda ciocului său relativ mic, are o gură largă, prevăzută cu peri fini care îl ajută să prindă hrana. Dieta sa constă în principal din muște, țânțari, molii și ploșnițe. Șoimul de noapte mic este un hrănitor oportunist, ceea ce înseamnă că se poate adapta la o gamă diversă de surse de hrană, ajustându-se ușor la prada disponibilă. Caprimulgii mici vânează de obicei prada cea mai abundentă și ușor de capturat. În funcție de anotimp, pot căuta hrană individual sau în grupuri.

### Reproducere
În timpul curtării, masculul se angajează într-un show aerian elaborat, încercuind femela cu gâtul umflat în timp ce emite un strigăt sonor. Femelele de caprimulg mic nu construiesc cuiburi; în schimb, își depun ouăle direct pe pământ. Pentru a-și proteja ouăle de potențialii prădători, femelele se bazează pe camuflajul lor natural. A trăi în zone calde, deșertice înseamnă că femela nu trebuie să-și lase ouăle într-un singur loc în căldură prea mult timp, prin urmare, își va muta periodic ouăle rostogolindu-le în zone cu umbră. Femela de șoim de noapte va depune 2 ouă de culoarea argilei, acoperite cu pete gri-violet. Perioada de incubație durează aproximativ 18 zile, iar faza de cuibărit continuă timp de 21 de zile. Ambii părinți contribuie la hrănirea puilor prin regurgitarea alimentelor în gură. Odată eclozați, puii capătă rapid mobilitate, permițându-le să se deplaseze pe distanțe scurte în caz de perturbare din partea prădătorilor.

## În cultură
Caprimulgurile sunt cunoscute și sub numele de „sugătoare de capre”, bazate pe un mit grecesc antic. Se crede că își folosesc gurile largi pentru a suge laptele de capră.

## Statutul de conservare
Caprimulgul mic prezintă cea mai mică îngrijorare în ceea ce privește starea sa de conservare. Schimbările climatice vor afecta însă arealul de răspândire al șoimului de noapte.

## Adaptări
Caprimulgul mic și-a dezvoltat capacitatea de a suporta intervale extreme de temperatură. Când se confruntă cu căldură severă, caprimulgul mic folosește o trăsătură cunoscută sub numele de fluturare gulară. Acțiunea implică vibrații rapide în gât care pompează eficient aer în organismul păsării, rezultând un efect de răcorire pentru aceasta. Această adaptare este crucială pentru femele, deoarece acestea aleg adesea să se reproducă în deșerturile fierbinți, unde rămân expuse soarelui intens în timp ce își îngrijesc cuiburile.

## Zbor
Caprimulgul mic zboară de obicei la altitudini reduse, aproape de pământ. Această metodă de zbor ajută la capturarea insectelor care tind să roiască în jurul luminilor noaptea. Aripile ușoare ale păsării le poartă în zbor în formă de V, cu alunecări scurte sau fluturări similare cu cele ale unui fluture.